# Campeonato Sul-Americano de Voleibol Feminino Sub-20 de 2014
O Campeonato Sul-Americano de Voleibol Feminino Sub-20 de 2014 foi a 22ª edição do torneio Sul-Americano organizado pela Confederação Sul-americana de Voleibol (CSV).
O torneio contou com a participação de seis equipes e aconteceu de 30 de setembro a 4 de outubro, em Barrancabermeja, Colômbia.
O torneio conferiu ao campeão  e ao vice-campeão as vagas para o Campeonato Mundial de Voleibol Feminino Sub-20 de 2015, feito obtido pelas representações do Brasil,  ao conquistar o título, e do Peru, segundo colocada; e a brasileira Drussyla Costa foi premiada como a Melhor Jogadora.

## Seleções participantes
As seguintes seleções confirmaram participação no Campeonato Sul-Americano Sub-20 de 2014:
| Equipe    | Última participação |
| --------- | ------------------- |
| Colômbia  | (Sede), 3º em 2012  |
| Argentina | 5º em 2012          |
| Brasil    | 1º em 2012          |
| Chile     | 4º em 2012          |
| Peru      | 2º em 2012          |
| Venezuela | 6º em 2012 [DES]    |

Nota
DES ^  Equipe desistiu da participação  do torneio

## Fase única
Classificação
- Local: Coliseo Luis Francisco Castellanos- Barrancabermeja-Colômbia

|     |           |     | Jogos | Jogos | Jogos | Resultados | Resultados | Resultados | Resultados | Resultados | Resultados | Sets | Sets | Sets   | Pontos | Pontos | Pontos |
| Pos | Equipe    | Pts | T     | V     | D     | 3–0        | 3–1        | 3–2        | 2–3        | 1–3        | 0–3        | V    | P    | R      | V      | P      | R      |
| --- | --------- | --- | ----- | ----- | ----- | ---------- | ---------- | ---------- | ---------- | ---------- | ---------- | ---- | ---- | ------ | ------ | ------ | ------ |
| 1   | Brasil    | 12  | 4     | 4     | 0     | 3          | 1          | 0          | 0          | 0          | 0          | 12   | 1    | 12,000 | 324    | 221    | 1.466  |
| 2   | Peru      | 8   | 4     | 3     | 1     | 0          | 2          | 1          | 0          | 1          | 0          | 10   | 7    | 1.429  | 368    | 373    | 0.987  |
| 3   | Argentina | 4   | 4     | 1     | 3     | 1          | 0          | 0          | 1          | 1          | 1          | 6    | 9    | 0.667  | 322    | 330    | 0.976  |
| 4   | Chile     | 3   | 4     | 1     | 3     | 1          | 0          | 0          | 0          | 1          | 2          | 4    | 9    | 0.444  | 273    | 308    | 0.886  |
| 5   | Colômbia  | 20  | 22    | 0     | 22    | 0          | 0          | 0          | 20         | 0          | 2          | 40   | 66   | 0.606  | 299    | 353    | 0.847  |

| Data   | Hora  |              | Placar |              | Set 1 | Set 2 | Set 3 | Set 4 | Set 5 | Total | Relatório |
| ------ | ----- | ------------ | ------ | ------------ | ----- | ----- | ----- | ----- | ----- | ----- | --------- |
| 30 set | 18:00 | 'Peru '      | 3–1    | Chile        | 25–18 | 25–14 | 23–25 | 25–20 |       | 98–77 | 98–77     |
| 30 set | 20:00 | Colômbia     | 0–3    | ' Brasil'    | 19–25 | 6–25  | 19–25 |       |       | 44–75 | 44–75     |
| 1 out  | 18:00 | 'Brasil '    | 3–1    | Peru         | 25-17 | 24-26 | 25-15 | 25-17 |       | 99–0  | 99-75     |
| 1 out  | 20:00 | 'Argentina ' | 3–0    | Chile        | 27-25 | 26-24 | 26-24 |       |       | 79–0  | 79-73     |
| 2 out  | 18:00 | 'Peru '      | 3–1    | Argentina    | 25-19 | 26-24 | 17-25 | 25-21 |       | 93–0  | 93-89     |
| 2 out  | 20:00 | 'Chile '     | 3–0    | Colômbia     | 25-20 | 25-18 | 25-18 |       |       | 75–0  | 75-56     |
| 3 out  | 18:00 | 'Brasil '    | 3–0    | Chile        | 25-19 | 25-19 | 25-10 |       |       | 75–0  | 75-48     |
| 3 out  | 20:00 | Colômbia     | 2–3    | ' Argentina' | 18-25 | 11-25 | 25-20 | 25-15 | 10-15 | 89–0  | 89-100    |
| 4 out  | 18:00 | Colômbia     | 2–3    | ' Peru'      | 20-25 | 24-26 | 25-16 | 25-19 | 14-16 | 108–0 | 108-103   |
| 4 out  | 20:00 | 'Brasil '    | 3–0    | Argentina    | 25-14 | 25-22 | 25-18 |       |       | 75–0  | 75-54     |